# Черневичи (Брестская область)
Черневи́чи (бел. Чарнявічы) — деревня в Барановичском районе Брестской области Белоруссии. Входит в состав Почаповского сельсовета. Население по переписи 2019 года — 15 человек.

## География
Расположена в 32 км (46 км по автодорогам) к северо-западу от центра Барановичей, в 3,5 км (5,5 км по автодорогам) к северо-западу от центра сельсовета, агрогородка Почапово, невдалеке от границы с Новогрудским районом Гродненской области. Граничит с деревней Большая Своротва. Есть кладбище.

## История
В 1909 году — деревня Почаповской волости Новогрудского уезда Минской губернии, 28 дворов.
После Рижского мирного договора 1921 года — в составе гмины Почапово Новогрудского повета Новогрудского воеводства Польши. 
С 1939 года — в БССР, в 1940–62 годах — в Городищенском районе Барановичской, с 1954 года Брестской области. Затем — в Барановичском районе.
С конца июня 1941 года по июль 1944 года оккупирована немецко-фашистскими войсками.

## Население
| Численность населения (по переписи) | Численность населения (по переписи) | Численность населения (по переписи) | Численность населения (по переписи) | Численность населения (по переписи) |
| 1909                                | 1921                                | 1999                                | 2009                                | 2019                                |
| ----------------------------------- | ----------------------------------- | ----------------------------------- | ----------------------------------- | ----------------------------------- |
| 188                                 | ↘180                                | ↘52                                 | ↘25                                 | ↘15                                 |